# Coupe Davis 1938

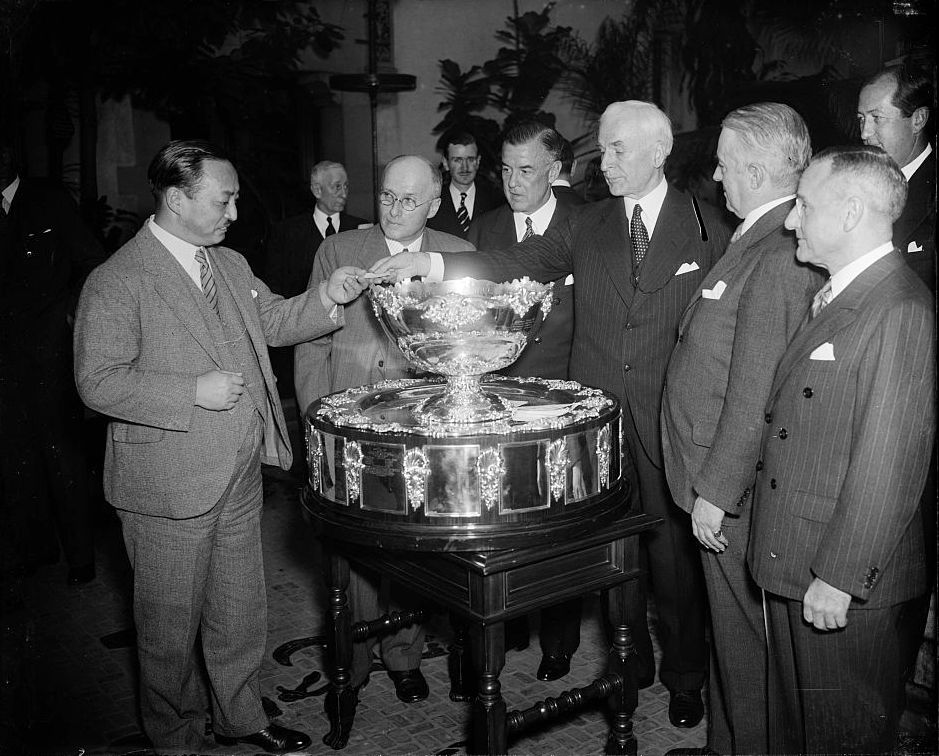
Le secrétaire d'Etat des Etats-Unis Cordell Hull et l'ambassadeur japonais Yakichiro Suma lors du tirage au sort du premier tour.

La Coupe Davis 1938 est remportée par les États-Unis. Les tenants du titre écartent cette fois-ci l'Australie, finalistes en 1936 pour remporter leur 12e saladier d'argent.
Les américains misent sur les mêmes joueurs que l'année précédente à l'exception du jeune Bobby Riggs (20 ans) qui fait des débuts fracassants dans l'épreuve en éliminant dès le premier match le champion Adrian Quist. Côté australien, cette campagne marque la révélation de John Bromwich qui remplace dans l'équipe Jack Crawford.
Une nouvelle fois, l'Allemagne s'impose comme étant la meilleure équipe européenne en atteignant la finale interzone où elle s'incline cependant lourdement contre l'Australie sans marquer un seul set.

## Finale
Équipe des États-Unis : Donald Budge, Bobby Riggs, Gene Mako, Joseph Hunt - Capitaine : Walter Pate
Équipe d'Australie : Adrian Quist, John Bromwich, Leonard Schwartz - Capitaine-joueur : Harry Hopman
| | États-Unis | 3                            | - | 2 | Australie |   |  |
| --- | ---------- | ---------------------------- | - | - | --------- | - |  |
| Germantown Cricket Club, Philadelphie sur gazon |            |                              |   |   |           |   |  |
| du 3 septembre au 5 septembre 1938 |            |                              |   |   |           |   |  |
| \| 1 \| \| Bobby Riggs \| 4 \| 6 \| 8 \| 6 \| \| \| 1 \| \| Adrian Quist \| 6 \| 0 \| 6 \| 1 \| \| \| 2 \| \| Donald Budge \| 6 \| 6 \| 4 \| 7 \| \| \| 2 \| \| John Bromwich \| 2 \| 3 \| 6 \| 5 \| \| \| 3 \| \| Donald Budge - Gene Mako \| 6 \| 3 \| 4 \| 2 \| \| \| 3 \| \| John Bromwich - Adrian Quist \| 0 \| 6 \| 6 \| 6 \| \| \| \| \| \| \| \| \| \| \| \| 4 \| \| Donald Budge \| 8 \| 6 \| 6 \| \| \| \| 4 \| \| Adrian Quist \| 6 \| 1 \| 2 \| \| \| \| \| \| \| \| \| \| \| \| \| 5 \| \| Bobby Riggs \| 4 \| 6 \| 0 \| 2 \| \| \| 5 \| \| John Bromwich \| 6 \| 4 \| 6 \| 6 \| \| \| \| \| \| \| \| \| \| \| |            |                              |   |   |           |   |  |
| 1 |            | Bobby Riggs                  | 4 | 6 | 8         | 6 |  |
| 1 |            | Adrian Quist                 | 6 | 0 | 6         | 1 |  |
| 2 |            | Donald Budge                 | 6 | 6 | 4         | 7 |  |
| 2 |            | John Bromwich                | 2 | 3 | 6         | 5 |  |
| 3 |            | Donald Budge - Gene Mako     | 6 | 3 | 4         | 2 |  |
| 3 |            | John Bromwich - Adrian Quist | 0 | 6 | 6         | 6 |  |
| |            |                              |   |   |           |   |  |
| 4 |            | Donald Budge                 | 8 | 6 | 6         |   |  |
| 4 |            | Adrian Quist                 | 6 | 1 | 2         |   |  |
| |            |                              |   |   |           |   |  |
| 5 |            | Bobby Riggs                  | 4 | 6 | 0         | 2 |  |
| 5 |            | John Bromwich                | 6 | 4 | 6         | 6 |  |
| |            |                              |   |   |           |   |  |